# Saint Genois d’Anneaucourt

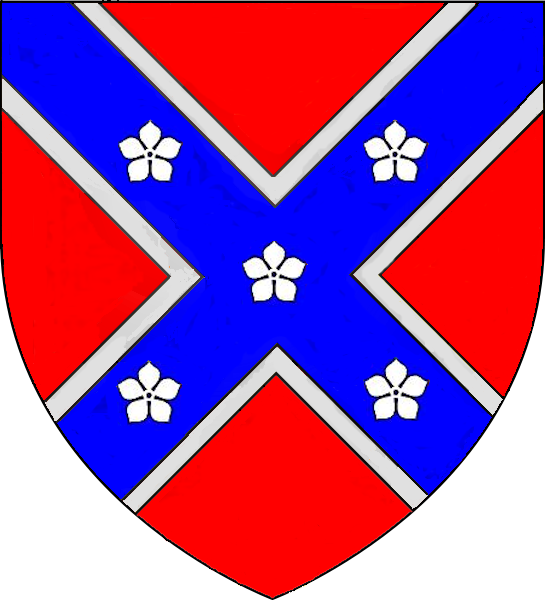
Saint Genois d’Anneaucourt

Saint Genois d’Anneaucourt (cz. Saint-Genoisové d’Anneaucourt) – stara rodzina szlachecka pochodząca z Flandrii, pod koniec XVIII i w XIX wieku posiadająca liczne majątki na Morawach, Śląsku Austriackim i w Galicji.
Rodzina wywodzi swe początki w XIII-wiecznej Flandrii, skąd będąc wasalami królów francuskich uczestniczyli w wyprawach krzyżowych. Po wojnie trzydziestoleniej jako pierwszy przedstawiciel tej rodziny, Filip Saint-Genois, osiedlił się w Bażanowicach w Księstwie Cieszyńskim. Od roku 1793 rodzina była w posiadaniu Jaworza u podnóży Beskidu Śląskiego, które w latach 60. XIX w. przekształciła w modny wkrótce kurort. W 1827 wyniesieni do stanu hrabiowskiego. W 1839 Filip hrabia Saint Genois d’Anneaucourt zakupił Maków Podhalański. Juliusz hrabia Saint Genois, ostatni przedstawiciel rodu, zmarł w roku 1962.